# Punto Noticias
Punto Noticias fue un noticiario transmitido por la cadena La Red, estrenado en mayo de 2019.

## Historia
Punto Noticias tiene como antesala el cierre del departamento de prensa de La Red, ocurrido el 30 de abril de 2015; en ese entonces, la plana ejecutiva del canal adujo como motivo la crisis económica que sufría la estación desde fines de 2014, la que se tradujo en cuantiosas pérdidas, avaluadas en US$5,5 millones aproximadamente.
De los presentadores a cargo de los desaparecidos informativos Hora 20 y Hora 07, solo quedó vinculada a dicha televisora la periodista Beatriz Sánchez, que, estando con contrato vigente, fue llamada a hacerse cargo del espacio de entrevistas de actualidad Entrevista verdadera, que en una de sus secciones incorpora un breve resumen de noticias del día.
Sin embargo, la intención era reponerse rápidamente de la crisis y tener en pantalla una oferta de servicios informativos; es así como en marzo de 2016 llegan al equipo los periodistas Juan José Lavín, Victoria Walsh y Francesco Gazzella, que provenían de otras casas televisivas como TVN, Chilevisión y Vía X, respectivamente; en el caso de Juan José Lavín, este periodista regresó a la que fue su primera casa televisiva, donde ofició como conductor y editor de Hechos, la versión chilena del noticiero de TV Azteca, empresa propietaria de La Red entre 1998 y 1999, hasta que fue vendido al grupo Albavisión.
Además, contaba con un equipo de periodistas que provenían de otros medios, como Canal 13, CNN Chile, Radio Bío-Bío, entre otros medios.
Finalmente, Punto Noticias se convirtió en un boletín informativo con una duración de 2 a 3 minutos. Con la conducción de los periodistas Germán Schiessler, María Ignacia Rocha y Shenoa Clermont, el segmento informativo se estrenó el 6 de mayo de 2019 a las 16:00 horas, y cada 60 minutos, se emitía un boletín hasta las 21:00 horas. Desde septiembre de 2019, se comenzó a emitir desde las 15:30 horas, después del programa Intrusos, y el 2 de enero de 2020 su horario de emisión cambió a las 13:00, tras el fin del programa anterior mencionado.
Cabe señalar que, por causa de la pandemia de COVID-19, La Red optó por cancelar "hasta nuevo aviso" este y otros programas el 16 de marzo de 2020, por lo que no volvieron a contar con un noticiero sino hasta julio de 2021 con el estreno de La RedAcción.

## Presentadores

### Edición central
Lunes a viernes, 21:00 a 21:30
- Beatriz Sánchez
- Juan José Lavín

#### Periodistas en terreno
- Andrea Von Dessauer
- Paul Van Treek

### Ediciones AM y PM
Lunes a viernes, 6:30 a 8:00  
 Lunes a viernes, 14:30 a 15:00 
- Victoria Walsh
- Francesco Gazzella

#### Periodistas en terreno
- Katherine Flores